# Hungry
Hungry — дебютный альбом немецкой пауэр-метал-группы Brainstorm, выпущенный в 1997 году после четвёртой демозаписи Promo 96. Выход альбома стал возможен благодаря подписанию первого контракта Brainstorm с лейблом B.O. Records. За выпуском Hungry последовало концертное турне, в котором группа выступала вместе с Morgana Lefay, Solitude Aeternus, Skyclad и Maraya.

## Переиздания
- 23 марта 2007 года альбомы Hungry и Unholy подверглись ремастерингу и переизданию на лейбле Century Media c шестью бонусными треками и пересмотренным оформлением обложки.

## Список композиций
1. Nails in My Hands — 3:11
2. King of Fools — 3:52
3. Innocent Until Caught — 4:58
4. The Other Side — 6:53
5. Tomorrow Never Comes — 3:29
6. Liar’s Edge — 4:53
7. Tell-tale Heart — 3:44
8. Welcome to the Darkside — 5:10
9. Bring You Down — 4:20
10. Deep Down Into Passion — 4:36
11. Mr. Know-it-all — 4:14

## Участники записи
- Marcus Jürgens — вокал
- Torsten Ihlenfeld — гитара
- Milan Loncaric — гитара
- Andreas Mailänder — бас
- Dieter Bernert — ударные

### Приглашённые музыканты
- Ральф Шиперс (Ralph Scheepers), на тот момент являвшийся вокалистом группы Gamma Ray, участвовал в записи композиции «Mr. Know-it-all»
- Lee Tarot — дополнительный бэк-вокал
- Torsten Ihlenfeld — все клавишные